# Rivière Hayes
La rivière Hayes (aussi appelée fleuve Hayes) est le plus long cours d'eau du Manitoba au Canada. Elle prend sa source dans le lac Molson dans la région du Nord. Elle est désignée rivière du patrimoine canadien par le réseau des rivières du patrimoine canadien le 11 juin 2006.

## Toponymie
Le nom de Hayes est donné à la rivière en l'honneur de sir James Hayes, un des fondateurs de la Compagnie de la baie d'Hudson, compagnie qui exploita le poste de traite de York Factory (autrefois Fort Bourbon). On l'utilise comme route entre Winnipeg et York Factory pendant près de 200 ans pour le commerce des fourrures.